# Stefan Kießling
Stefan Kießling (født 25. januar 1984 i Lichtenfels, Vesttyskland) er en tysk tidligere fodboldspiller, der fra 2006 til 2018 spillede som angriber hos Bundesliga-klubben Bayer Leverkusen. Han har tidligere spillet for 1. FC Nürnberg. 

## Landshold
Kießling står noteret for seks kampe for Tysklands landshold, som han debuterede for den 28. marts 2007 i en venskabskamp mod Danmark. Han deltog ved VM i 2010 i Sydafrika.